# Mikael Tellqvist
Mikael Tellqvist (ur. 19 września 1979 w Sundbyberg) – szwedzki hokeista, reprezentant Szwecji, dwukrotny olimpijczyk.

## Kariera klubowa
- Djurgårdens IF U20 (1997–1998)
- Djurgårdens IF (1998–2001)
  -  Huddinge IK (2000)
- St. John’s Maple Leafs (2001–2005)
- Toronto Maple Leafs (2003, 2004, 2005-2006)
- Toronto Marlies (2006)
- Phoenix Coyotes (2006–2009)
- Buffalo Sabres (2009)
- Ak Bars Kazań (2009)
- Lukko (2009–2010)
- Dinamo Ryga (2010–2011)
- MODO (2011–2012)
- Dinamo Ryga (2012–2014)
- Djurgårdens IF (2014-2017)

## Kariera sportowa
Wychowanek klubu Järfälla HC. Od 1997 zawodnik Djurgårdens IF. Do NHL był draftowany w 2000 z 70 miejsca przez Toronto Maple Leafs. Za ocean przeniósł się w 2001 i do sezonu 2005/2006 grał głównie w farmerskim klubie St. John’s Maple Leafs, a w samym Toronto Maple Leafs rozegrał 15 spotkań. Pod koniec sezonu 2005/2006, kiedy kontuzji doznał pierwszy bramkarz Leafs Ed Belfour, Tellqvist zagrał w dwóch spotkaniach z Montreal Canadiens, które decydowały o tym, czy Toronto wejdzie do play-off. Tellqvist puścił w dwóch meczach 11 goli i w następnych spotkaniach został zastąpiony przez trzeciego bramkarza Leafs Jean-Sébastiena Aubina. 28 listopada 2006 Tellqvist przeszedł do Phoenix Coyotes za Tysona Nasha i wybór w 4 rundzie draftu 2007. 16 lutego 2007 Coyotes przedłużyli z nim kontrakt do końca sezonu 2007/2008. 12 marca 2007 w meczu przeciwko Philadelphia Flyers obronił wszystkie 24 strzały rywali i zaliczył 4 shut-out w karierze. 3 kwietnia 2007 pobił rekord zwycięstw w sezonie – 11. Przed sezonem 2007/2008 Tellqvist rywalizował o miejsce w bramce z Alexem Auldem i Davidem Aebischerem. Coyotes pozwolili na początku sezonu Aebischerowi na przejście do HC Lugano, tym samym stawiając na parę Tellqvist-Auld. Gdy przyszedł Ilja Bryzgałow, Auld przeszedł do Boston Bruins, a Tellqvist został zmiennikiem Rosjanina. 4 marca 2009 przeniósł się do Buffalo Sabres za wybór w 4. rundzie draftu 2010. Po sezonie NHL (2008/2009) powrócił do Europy. W sierpniu 2010 został zawodnikiem łotewskiej drużyny Dinamo Ryga, w rozgrywkach KHL. Następnie sezon 2011/2012 rozegrał w szwedzkim MODO. W maju 2012 ponownie został graczem Dinama Ryga. Od maja 2014 ponownie zawodnik Djurgårdens IF. Po sezonie 2017/2018 ogłosił zakończenie kariery jesienią 2017.
Ustanowił rekord najmniejszej liczby minut gry podczas jednego meczu. Wystąpił przez 0.5 sekundy, gdy zastąpił Eda Blefoura, który zjechał do szatni, myśląc, że mecz już się skończył.

## Kariera reprezentacyjna
Uczestniczył w turniejach mistrzostw świata w 2000, 2001, 2003, 2008, na zimowych igrzyskach olimpijskich 2002, 2006 oraz Pucharu Świata 2004.

## Sukcesy

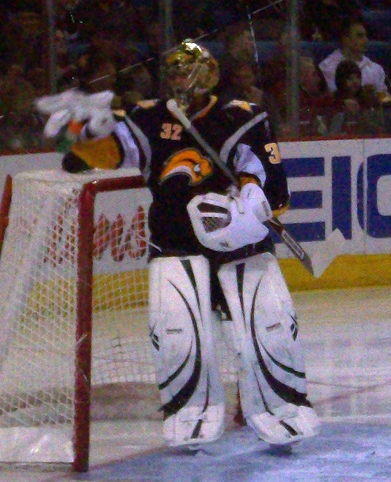
Mikael Tellqvist w barwach Buffalo Sabres (2009)

Reprezentacyjne
- Brązowy medal mistrzostw świata: 2001
- Srebrny medal mistrzostw świata: 2003
- Złoty medal igrzysk olimpijskich: 2006

Klubowe
- Złoty medal mistrzostw Szwecji: 2000, 2001 z Djurgårdens IF
- Puchar Nadziei: 2013 z Dinamem Ryga

Indywidualne
- Elitserien 1999/2000:
  - Najlepszy pierwszoroczniak sezonu Elitserien
  - Skład gwiazd
- Elitserien 2000/2001:
  - Pierwsze miejsce w klasyfikacji średniej goli straconych na mecz
  - Skład gwiazd